# 全球气候模式

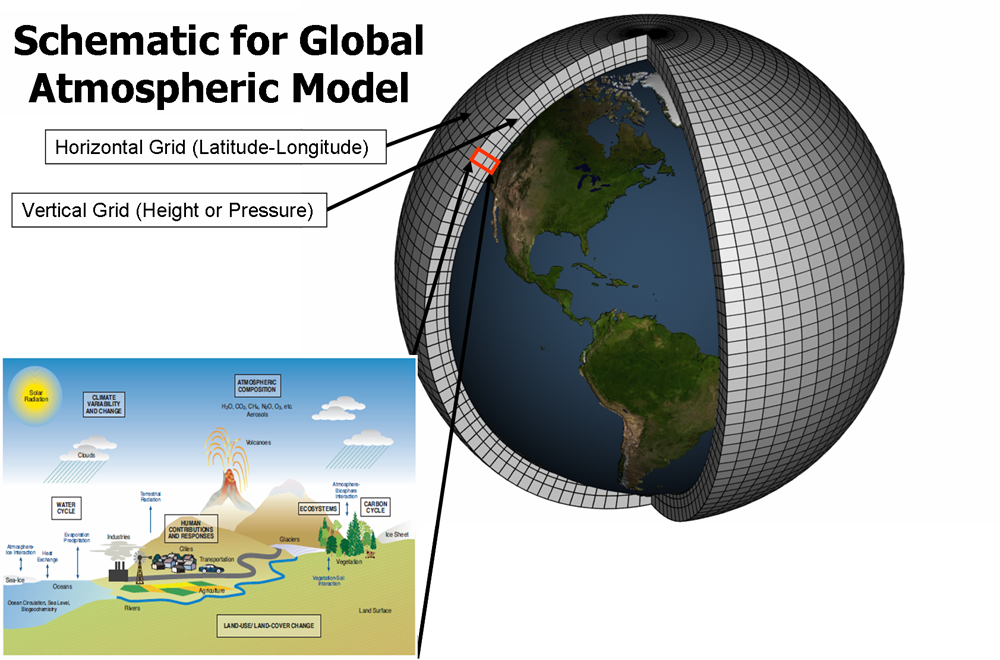
气候模式是由描述物理、流体运动和化学的基本定律的微分方程组所构成的系统。为了运行一个模式，科学家将地球划分成许多三维网格，应用这些基本方程，以及评价结果。大气模式在每个网格里计算风、热传输、辐射、相对湿度和地表水文，还要评估与相邻网格间的相互作用。风、热传输和其他变量仅仅被用来计算一个最终结果，因此它们不被要求对应真实世界里的情况。在有些数值方案里虚拟的变量被使用。

大气环流模式（General Circulation Model，GCM）是描述行星大气或海洋的数学模型。它是基于旋转球体的纳维－斯托克斯方程，包括热力学项来反映很多能量源（比如辐射、潜热）。这些方程式用于模拟地球大气或海洋的复杂计算机程序的基础。大气和海洋环流模式（AGCM和OGCM）、海冰、陆地表面过程是全球气候模式（Global Climate Model）的关键成分。大气环流模式和全球气候模式被广泛的应用与天气预报、理解气候、预测气候变化等方面。用于研究十年到百年时间尺度的气候的模式最早是由真锅淑郎和科克·布莱恩在位于普林斯顿的地球物理流体动力学实验室里创造的。这些需要大量计算的数值模式集成了流体力学、化学、有时还有生物学的各类方程。

## 对命名的注解
“GCM”这个缩写经常被用来代指“全球气候模式”或“大气环流模式”。虽然这两类模式不完全一样，但大气环流模式通常是用来模拟气候的工具。因此这两个术语有时在讨论气候模式时也常被交替使用。

## 大气环流模式的历史
1956年诺曼·菲利普斯（Norman Phillips）提出了一个可以真实描述对流层的月和季度天气模式的数学模型，该模型成为第一个成功的气候模式。紧接着菲利普斯的工作，几个研究小组开始创造“大气环流模式”。第一个包含有海洋和大气过程的大气环流模式是在20世纪60年代由NOAA的地球物理流体动力学实验室发展起来的。到了20世纪80年代早期，美国的美國國家大氣研究中心已经发展出社群大气模式，其后还得到不断的完善，直到21世纪还在使用。在1996年，模式中开始考虑和模拟土壤和植被类型，从而得到更接近真实的预报。目前，海洋-大气相互耦合的气候模式被用来研究气候变化，比如哈德利气候预测与研究中心开发的HadCM3模式。直到20世纪80年代中期，重力波的重要性才被意识到并在模式中考虑。如今，为了正确的模拟区域和全球尺度的大气环流，全球气候模式必须包括重力波，即使重力波的宽谱使得结合他们很复杂。

## 耦合模式
實際的大氣與地球表面之間有交互作用的存在，為了更接近實際狀況而演化出耦合模式(couple model)。尤以占地球面積最大的海洋，溫度受到大氣作用而每分每秒都在變化，海面的溫度也會反饋給大氣。大氣模式預報一個時間步長後將結果傳達給海洋模式，海洋模式接著預報一時間步長並回傳，兩模式彼此循環預報成为海气耦合环流模式（CGCM或AOGCM）。而海洋模式、海冰模式、路面蒸散模式、河流徑流模式...等，由許多模式構成整個全球耦合环流模式便成了完整的气候模式基础，在此架构下，便可以用來探討氣候變遷的反應(例如Sun和Hansen，2003)。

## 模式结构
三维环流模式将流体运动的方程离散化，然后对时间做向前积分。这些模式也会包含对一些尺度过小而不能直接解析的过程（比如对流）的参数化。隨著對模式要求越來越多，更复杂的模式还可能包括代表碳循环、氣溶膠與化學元素、碳循環、水循環、陸地使用種類…等，未來更可能將生物也考慮進去。
简化大气环流模式（SGCM），缩小版的GCM，一般包含一个动力核心，将物质属性（比如温度）和动力属性（比如压力和速度）联系起来。比如，求解原始方程组的程序就是例子。被给的能量输入到模式中，能量以摩擦力的形式耗散，乃至波数最高的那些大气波被衰减的最厉害。这样的模式可以被用来在简化的框架里研究一些大气过程，但不适合预测将来的气候。